# Sciurocheirus gabonensis
Sciurocheirus gabonensis är en primat i familjen galagoer som förekommer i centrala Afrika.
Arten blir 20 till 23 cm lång (huvud och bål) och har en 23,3 till 26 cm lång svans. På ovansidan förekommer främst brunaktig päls och undersidan är vit. Pälsen har på bakbenen en mera otydlig orange skugga och på armarna finns en tydlig orange skugga. Svansens färg varierar mellan ljusgrå och mörk gråbrun. Liksom andra medlemmar av samma släkte har Sciurocheirus gabonensis mörka ögonringar och ett ljust ansikte.
Denna primat lever i Kamerun, Gabon och Kongo-Brazzaville. Formen makandensis som har orange päls på buken och avvikande läten listas ibland som självständig art. Habitatet utgörs främst av fuktiga ursprungliga skogar samt av återskapade skogar. Hanarnas revir är med 30 till 60 hektar tydlig större än honornas revir. Honornas territorium är bara 8 till 10 hektar stort. Hos arten förekommer en kull per år med en eller två ungar.
Sciurocheirus gabonensis hotas regionalt av skogsavverkningar i samband med skogsbruk eller vid etablering av jordbruksmark. Arten lever i flera skyddszoner och den har ett ganska stort utbredningsområde. Den listas därför av IUCN som livskraftig (least concern).